# Торренс, Дэвид (спортсмен)
Дэвид Торренс англ. David Torrence (26 ноября 1985, Окинава, Япония — 28 августа 2017, Скотсдейл, Аризона, США) — перуанско-американский легкоатлет, специализировавшийся в беге на средние дистанции. Участник летних Олимпийских игр 2016 года. Серебряный призёр чемпионата мира по легкоатлетическим эстафетам 2014 на дистанции 4х1500 м.

## Биография
Участвовал в Олимпийских играх в Рио-де-Жанейро, где вышел в финал бега на 5000 метров.
Был найден мёртвым на дне бассейна жилого комплекса, где спортсмен готовился к соревнованиям. Дэвид Торренс стал первым погибшим участником Олимпийских игр 2016 года.
В честь Дэвида было переименовано состязание HOKA ONE ONE Long Island Mile.